# Мокрена
Мокрена (нім. Mockrehna) — громада в Німеччині, розташована в землі Саксонія. Входить до складу району Північна Саксонія.
Площа — 115,18 км2. Населення становить 4976 ос. (станом на 31 грудня 2020).

## Адміністративний поділ
Громада включає територію 9 сільських населених пунктів. 

## Галерея

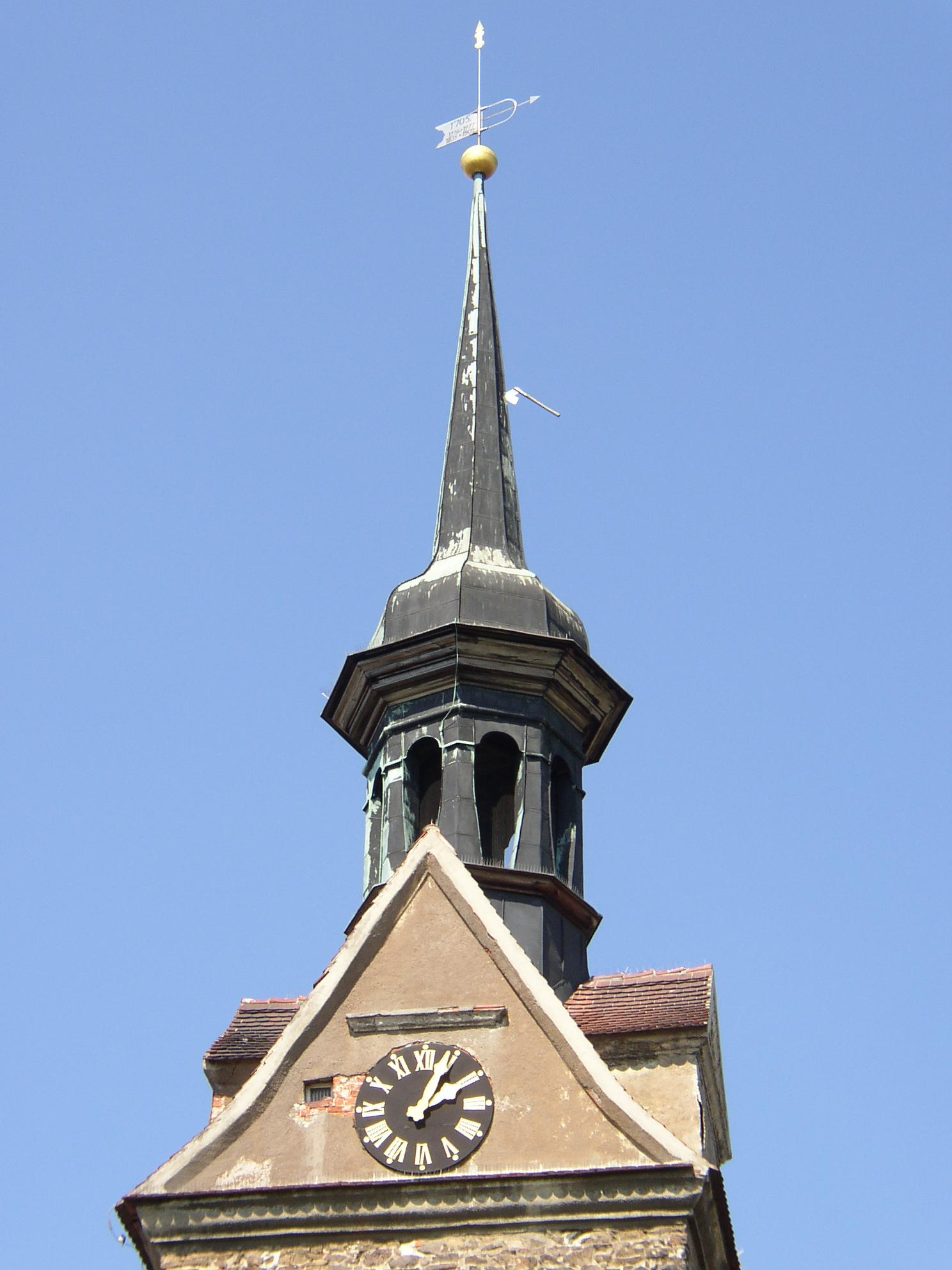
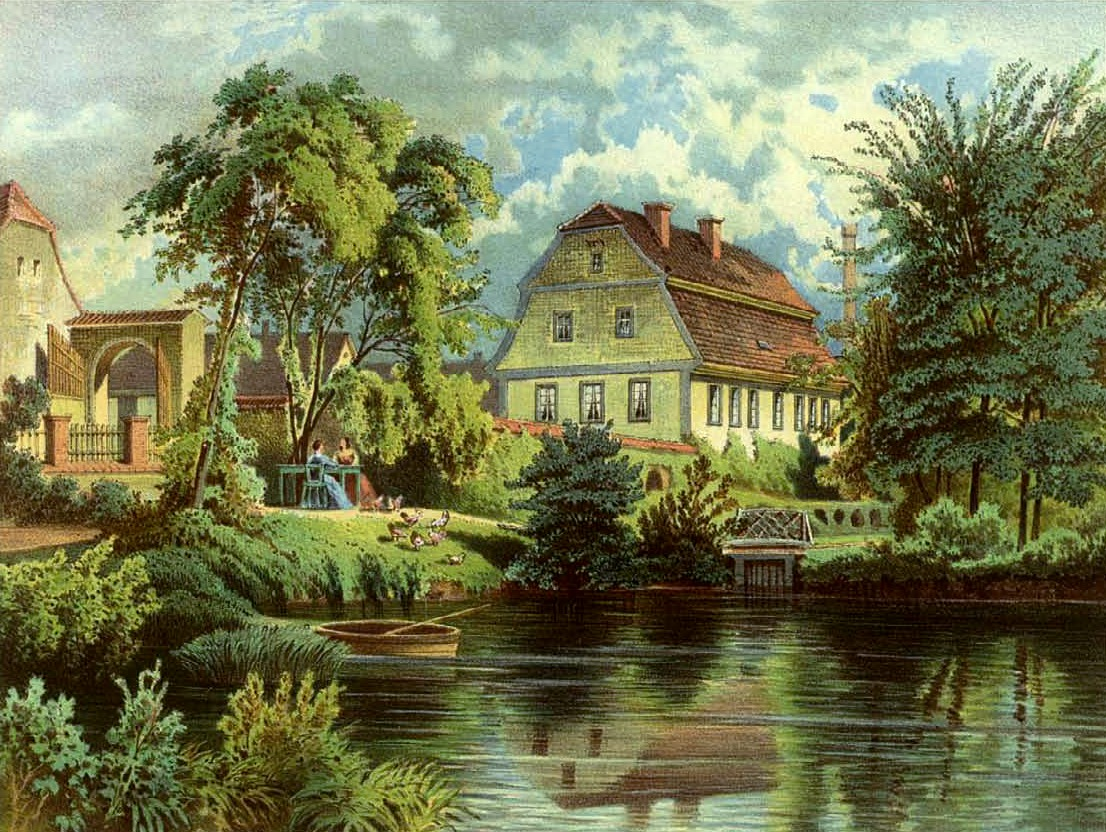